# 所羅門集團
所羅門集團是一家台灣公司，總部位於台北市內湖區，從事智慧型生活管理通訊系統研發設計、製造及銷售業務，1974年2月20日成立，1996年12月19日股票掛牌上市。

## 歷史

### 公司成立
1973年成立所羅門企業有限公司，以歐美電子零組件的專業代理開啟市場。1978年成立所羅門工業有限公司，從事光電自動化產品研發設計、製造及銷售業務。1979年成立所羅門電子有限公司，從事 LCD 模組研發設計、製造及銷售業務。

### 股票上市
1996年12月19日所羅門股票掛牌上市。1999年「所羅門集團」正式成立。所羅門近年來已從傳統的IC通路商，轉型成為機器人手臂代理商。

### AI與3D視覺技術研發
所羅門轉型發展AI與3D視覺技術，所羅門股份有限公司於2019年1月透過「所羅門3D視覺智能品牌建立計畫」獲得臺北市產業發展品牌補助計畫，並於2019獲得「視覺系統設計（Vision Systems Design 2019）創新獎」金獎。
所羅門親自研發的AccuPick 3D運用深度學習辨識技術，解決過往傳統視覺方式無法處理的產線困難。目標實現更具彈性的工作環境，廣泛應用在智慧物流與智慧製造領域。例如：物流、汽車、製造、鞋業、藥廠等。

### 發展能源產業
所羅門集團發展儲能相關業務，不以製造業爲主，而是提供多種適配性解決方案，如與國際大型企業如西門子、特斯拉等就氫能、電瓶儲能等方面進行合作，多元性地參與各種可能性。